# Sekretariat Międzynarodowy NATO
Sekretariat Międzynarodowy (ang. International Staff) – sekretariat wspierający pracę Rady Północnoatlantyckiej i jej komitetów.
Sekretariat Międzynarodowy złożony jest z personelu państw członkowskich rekrutowanego bezpośrednio przez NATO lub delegowanego przez poszczególne państwa członkowskie zwykle na 3-4 letnie kadencje. 
W jego skład wchodzi Gabinet Sekretarza Generalnego, departamenty operacyjne, biuro zarządzania i biuro kontroli finansowej. Na czele każdego z departamentów stoi zastępca Sekretarza Generalnego, który zazwyczaj przewodniczy komitetowi zajmującemu się określoną dziedziną spraw.

## Struktura organizacyjna
Struktura w 1996
- Gabinet Sekretarza Generalnego
- Departament Spraw Politycznych
- Departament Planowania Obrony i Polityki Obronnej
- Departament Wsparcia Obrony
- Departament Infrastruktury, Logistyki i Planowania Działań Cywilnych w Sytuacjach Nadzwyczajnych
- Departament Spraw Naukowych i Ochrony Środowiska